# Limnophyes madeirae
Limnophyes madeirae är en tvåvingeart som beskrevs av Ole Anton Saether 1991. Limnophyes madeirae ingår i släktet Limnophyes och familjen fjädermyggor.
Artens utbredningsområde är Portugal. Inga underarter finns listade i Catalogue of Life.